# 앱테크
앱테크(app tech)는 스마트폰의 리워드앱(reward app)을 이용한 재테크 방식이다.
스마트폰과 같은 모바일 디바이스의 앱 광고를 보면 적립금이나 커피숍 등 매장 이용 쿠폰을 받을 수 있으며, 적립금은 일정 금액 이상 모이면 실제 현금으로 환급이 가능하다. 사용자들은 자투리 시간을 이용해 스마트폰으로 부수익을 얻을 수 있고, 앱 광고주 또한 이런 혜택을 통해 더 많은 사람에게 광고를 노출할 수 있다는 이점이 있다.

## 어원
애플리케이션(영어:Application)과 재무테크놀러지(영어: Finance technology)의 준말 재테크의 합성어이다.
각종 포털사이트의 노출된 광고를 클릭하면 광고주가 대행사에 먼저 예치해 두었던 일정금액이 차감되는데, 차감된 일정금액의 일부를 사용자에게 적립금 형식으로 지급하는 리워드앱이 제작됨에 따라 등장하게 되었다. 스마트폰의 보급이 대중화되면서 스마트폰을 끄고 켤 때 뜨는 광고 시청과 쉬운 조작, 앱을 통한 간단한 설치로 돈을 벌 수 있다는 것이 직장인들과 학생들의 눈을 사로잡아 각광받았고 이에 따라 새로운 재테크 풍조를 일컫는 용어로 쓰이게 되었다.

## 활용
앱테크는 애플리케이션 스토어에서 찾아볼 수 있으며 시간이 흐름에 따라 광고 방법, 분야, 혜택의 종류 등 여러 면에서 다양해지고 있는 추세이다.
사용자의 참여 형태로 크게 상시 노출형과 광고 참여형, 설문조사형으로 구분할 수 있다.

### 상시 노출형
- 스마트폰 초기 화면을 잠금 해제하는 과정에서 광고를 구독하거나 기업 이벤트에 참여하면 바로 포인트가 제공되는 것으로, 별도의 애플리케이션을 다운로드하거나 전화가 올 때 수신번호가 뜨는 화면 상단에 광고를 노출하고 해당 광고에 따라 적립금을 배당받는 방식도 있다.

### 광고 참여형
- 광고 참여형은 사용자의 적극적인 참여가 요구되는 형태로 광고와 연계된 퀴즈, 퍼즐을 풀거나 게임에 참여해 포인트를 얻는 방식이다.

설문 조사형
- 설문 조사형은 자신이 조사 대상이 되어 해당 조건에 맞는다면 보통 10분 내외의 설문에 참여하는 형태로, 다른 앱테크에 비해 리워드가 좋은 편이다.[3]

### 운동 보상형
- 스마트폰의 걸음수 기능을 활용하여 걸음수에 따라서 포인트를 주는 형태의 서비스.

- 앱에서 지원하는 운동들을 하면 보상을 주는 서비스. 특이한 서비스로는 에어팟의 모션 API를 활용하여 운동을 모니터링하고 보상을 주는 쓰리투고 보관됨 2023-07-19 - 웨이백 머신라는 앱도 있다.[4]

## 전망
연령ㆍ성별 등에 따라 맞춤형 광고가 가능하다는 장점 때문에 새로운 광고 플랫폼으로 주목받고 있다. 특히 다양한 형태의 광고를 만들 수 있고 어디서나 광고를 체크할 수 있다는 모바일 기기의 특성을 활용했다는 점에서 시장은 계속 커질 것이다.

## 비판
많은 혜택을 주겠다는 리워드앱들이 속속 나오고 있지만 과장광고일 뿐 꾸준한 이용 없이는 제대로 포인트를 쌓기 어렵기 때문에 이용자들 사이에서는 실속이 없다는 지적이 나온다.
또한 일부 리워드앱에서는 회원가입을 유도하거나 이벤트 신청을 하면서 각종 개인 정보를 요구하고 이를 다른 제휴사와 공유하기도 해 개인 정보 유출로 본인이 원치 않는 마케팅 수단으로 활용될 수 있다. 적립받은 포인트를 사용할 수 있는 곳이 한정된 리워드 앱도 있으므로 가입하기 전에 이용약관을 살펴보는 것도 필요하다.

## 같이 보기
- 재테크
- 애플리케이션